# 国連民主主義基金
国連民主主義基金（こくれんみんしゅしゅぎききん、英語: United Nations Democracy Fund UNDEF）は、民主化途上にある国々の民主主義制度の強化および民主的な統治の促進に関する支援にあてられるための基金である。民主主義や人権といった普遍的価値に基づき、民主主義を根付かせるための国際社会の努力へ寄与することが期待される。
この基金の創設は、2004年の国連総会においてジョージ・W・ブッシュが提案し、2005年3月に公表された国連改革に関する事務総長報告においても創設が支持され、2005年7月に国際連合事務総長コフィー・アナンにより設置された。